# Kościół Wniebowzięcia Najświętszej Marii Panny w Uhnowie
Kościół parafialny pw. Wniebowzięcia Najświętszej Marii Panny w Uhnowie – rzymskokatolicki kościół parafialny znajdujący się w Uhnowie, czynny do r. 1951. Obecnie w stanie ruiny.

## Historia
Parafia w Uhnowie powstała w r. 1470. Od początku swojego istnienia wchodziła w skład diecezji chełmskiej, następnie po rozbiorach Rzeczypospolitej na krótko w r. 1782 weszła w skład diecezji przemyskiej, a od 1787 należała do archidiecezji lwowskiej, w której pozostała do końca swojego istnienia w r. 1951.
Pierwszy kościół drewniany został zbudowany z fundacji Zygmunta Radzanowskiego i spalony przez Tatarów w r. 1502. Kolejny został zniszczony pod koniec XVI wieku i został zastąpiony nową, drewnianą świątynią zbudowaną w r. 1597 z funduszy Wawrzyńca Trzcińskiego. Niestety, kościół został zniszczony przez pożar ok. 1607. Nową budowlę ukończono w r. 1610 a powstała z funduszy proboszcza uhnowskiego ks. Pawła Pajęczno. Także i ta świątynia służyła przez krótki okres, ponieważ została zniszczona podczas najazdu Tatarów w r. 1621, a w r. 1623 dzieła zniszczenia dopełnił pożar. Najprawdopodobniej po r. 1623 powstała albo nowa świątynia, która byłaby piątą na tym miejscu, albo też gruntownie odremontowano kościół z 1610 roku. Przetrwał on do r. 1680, kiedy spłonął w pożarze.
Wobec tak częstych zniszczeń kolejnych kościołów uhnowskich i częstych wrogich najazdów na Uhnów rozpoczęto wznoszenie murowanej świątyni, którą ukończono w 1695 roku. Fundatorami budowli byli kasztelan lubaczowski Krzysztof Dunin ze Skrzynna i jego żona Marianna z Zaborowa. Już w roku następnym fundator został pochowany w specjalnym grobowcu, znajdującym się w pobliżu głównego wejścia. W tym czasie na wyposażenie składały się trzy ołtarze, a w przeciągu kilkunastu lat ich liczba sukcesywnie wzrastała. W r. 1736 ufundowano nowy ołtarz główny, a dotychczasową centralną nastawę przekształcono na ołtarz boczny pw. św. Judy Tadeusza.  Przed połową XVIII wieku część z ołtarzy bocznych zastąpiono nowymi. Nową, murowana dzwonnicę, która zastąpiła wcześniejszą drewnianą zbudowano w 2. połowie. XVIII wieku.
Kościół w Uhnowie nie uniknął kontrybucji, które uszczupliły zasoby sprzętów liturgicznych w r. 1787 i 1810. W XIX wieku stan kościoła stopniowo się pogarszał, w szczególności problemów nastręczał przeciekający dach. Pod koniec tego stulecia przeprowadzono generalny remont kościoła, restaurowano całe wyposażenie, a dach pokryto blachą. Kolejne duże zmiany nastąpiły w r. 1880, kiedy wnętrze otrzymało neostylową dekorację malarską, a w oknach wstawiono kolorowe szyby. Ponadto w r. 1899 lwowski organmistrz Żebrowski odnowił organy kościelne.
Początek XX wieku przyniósł zmiany w wyposażeniu świątyni. W r. 1904 ówczesny proboszcz ks. Antoni Dwornicki zamówił w pracowni rzeźbiarsko-architektonicznej Stanisława Majerskiego w Przemyślu ołtarz pw. Świętej Rodziny i zapewne także ołtarz pw. Matki Boskiej. Kolejne projekty Majerski przygotował 10 lat później (niezidentyfikowany ołtarz dębowy, nie wykończony przez artystę, portal i drzwi pod chórem, drzwi wejściowe do kościoła), w r. 1916 projekt nowej ambony i zapewne także obudowy chrzcielnicy.

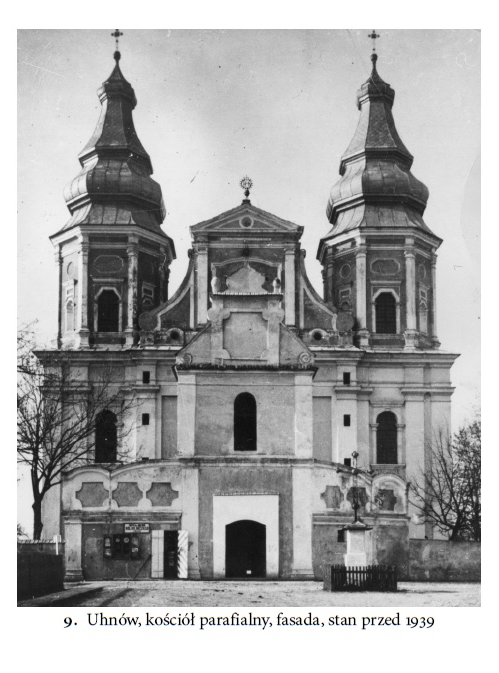
kościół parafialny, fasada, fot. przed 1939

Kościół ucierpiał podczas I wojny światowej, kiedy 27 czerwca 1915 w wyniku ostrzału artylerii niemieckiej zniszczone zostały hełmy wież i dach, uszkodzony gzymsy i szczyty. Szkody naprawiono z inicjatywy proboszcza, a projekt techniczny przygotował Leopold Mazurek. Przy tej okazji hełmy wież zmieniono na takie, przypominające hełmy kościoła w Warężu.
Większe prace remontowe prowadzono przy kościele w dwudziestoleciu międzywojennym. Podczas tynkowania fasady w r. 1922 odnaleziono sygnaturę muratora Wojciecha Lenartowicza, w kolejnych latach odnowiono fasadę, wszystkie elewacje boczne i wykonano nową polichromię wnętrza. 
Kościół u Uhnowie nie ucierpiał podczas II wojny światowej, ale w wyniku napadów band UPA księża katoliccy musieli opuścić miasto w r. 1946. Po ich powrocie kościół funkcjonował do korekty granic w r. 1951. Wtedy przeprowadzono ewakuację wyposażenia kościelnego, m.in. obraz Wniebowzięcie Matki Boskiej z ołtarza głównego trafił do kościoła pw. Świętego Krzyża w Zamościu, obraz Matka Boska Różańcowa do kościoła w Przewodowie, a obraz Św. Anna Samotrzeć do kościoła w Hucisku. Do Werchraty trafiły rzeźby z ołtarza głównego, a figury z bocznych do kościoła w Tarnoszynie. Duża część wyposażenia została przekazana do Dynisk,  gdzie spłonęły w pożarze kościoła w r. 1987. Po zamknięciu kościoła przez władze sowieckiej Ukrainy w budynku urządzono funkcjonujący do 1992 roku sklep z meblami. Następnie kościół popadał w ruinę, zawaliła się część sklepień. Od r. 2008 prowadzone są prace zabezpieczające pod kierunkiem Urzędu Ochrony Zabytków w Bełzie, finansowane z budżetu ukraińskiego Ministerstwa Rozwoju Regionalnego i Budownictwa. 

## Architektura i wystrój malarski kościoła

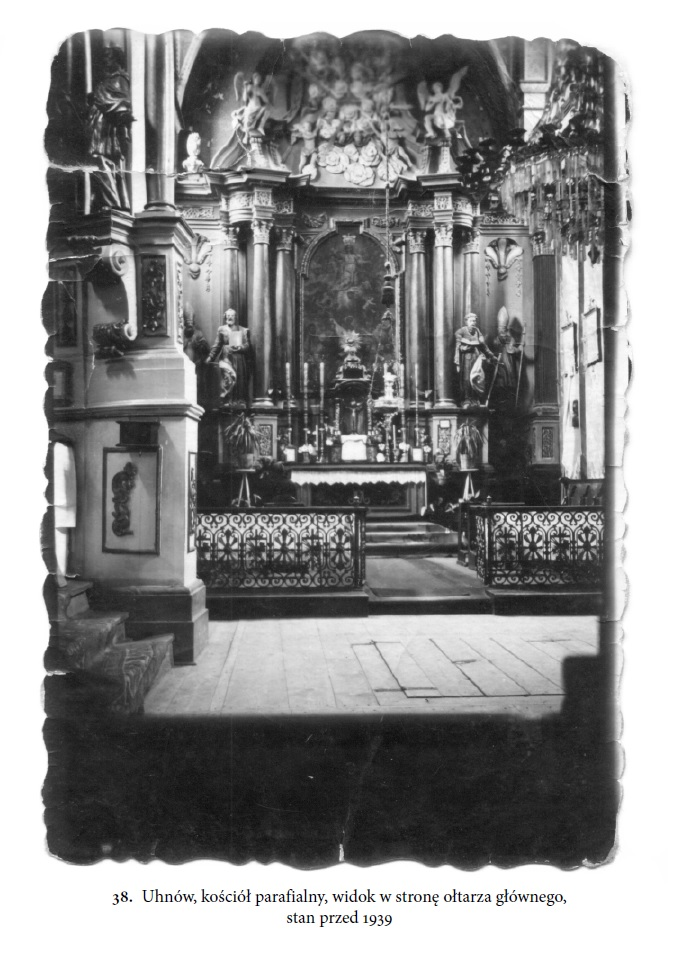
Widok w stronę ołtarza głównego, fot. przed 1939

Kościół zbudowany na zamknięciu ulicy prowadzącej z rynku. Murowany, na rzucie prostokąta, trójprzęsłowy z węższym i niższym prezbiterium i zakrystią na osi. Wnętrze w systemie ścienno-filarowym, z nałożonymi na filary parami pilastrów podtrzymujących fragmenty belkowania, sklepienia kolebkowo-krzyżowe. W pierwsze przęsło wmurowany chór muzyczny na trzech arkadach. Fasada dwuwieżowa, dwukondygnacyjna, zwieńczona trójkątnym przyczółkiem. Poniżej niego, w pasie fryzu belkowania wyryty w mokrym tynku napis: „Extruxit Albertus Lenartowicz AD MDCXCV” („Zbudował Wojciech Lenartowicz w Roku Pańskim 1695”). Kondygnacje wież są ośmioboczne, nakryte hełmami. Dachy nad korpusem i prezbiterium dwuspadowe, a nad zakrystia pulpitowy.
Dekoracja malarska wnętrza na sklepieniu w postaci dekoracyjnej kratki, na łuku tęczowym malowany krzyż ze złotymi promieniami, na błękitnym tle. Filary malowane na zielono a pilastry na nich o czerwonych trzonach. Pomiędzy filarami płaszczyzny z dekoracyjnymi deseniami. Arkady chóru muzycznego dekorowane wiciami roślinnymi.

## Problematyka artystyczna
Pomimo zachowanej na fasadzie sygnatury muratora Wojciecha Lenartowicza, autorstwo kościoła w Uhnowie było szeroko i szczegółowo dyskutowane przez historyków sztuki. Dyskusję tę zebrał i uporządkował w ostatnich latach Michał Kurzej. Pomimo wcześniejszych propozycji pojawiających się w literaturze, aby kościół w Uhnowie (a także m.in. w Warężu) przypisać inż. majorowi twierdzy zamoyskiej Janowi Michałowi Linkowi, nie ma powodu, aby nie wierzyć sygnaturze na fasadzie. Autorem kościoła w Uhnowie we jej świetle jest więc murator Wojciech Lenartowicz.